# The Cat Creeps
The Cat Creeps – amerykański film kryminalny, będący dźwiękowym remakiem niemego filmu Kot i kanarek z 1927 roku, zrealizowanego według sztuki Johna Willarda o tym samym tytule.
Równocześnie powstawała hiszpańsko-języczka wersja filmu zatytułowana La Voluntad del muerto. Oba filmy nie zachowały się do naszych czasów.

## Obsada
- Helen Twelvetrees - Annabelle West,
- Raymond Hackett - Paul,
- Neil Hamilton - Charles Wilder,
- Lilyan Tashman - Cicily,
- Jean Hersholt - Dr Patterson,
- Montagu Love - Hendricks
- Elizabeth Patterson - Susan

i inni. 